# Avallon
Avallon là một xã trong tỉnh Yonne, thuộc vùng Bourgogne-Franche-Comté của nước Pháp, có dân số là 8.217 người (thời điểm 1999).

## Nhân khẩu học
| 1906 | 1962 | 1968 | 1975 | 1982 | 1990 | 1999 |
| ---- | ---- | ---- | ---- | ---- | ---- | ---- |
| 5848 | 5976 | 6846 | 8814 | 8904 | 8617 | 8217 |

## Các thành phố kết nghĩa
- Cochem, Đức
- Pepinster, Bỉ
- Saku, Nhật Bản
- Tenterden, Vương quốc Anh